# ミッキーの愛犬
『ミッキーの愛犬』（ミッキーのあいけん、原題：Society Dog Show）は、ウォルト・ディズニー・プロダクション（現：ウォルト・ディズニー・カンパニー）が制作したアニメーション短編映画作品。1939年2月3日公開。ミッキーマウスの短編映画シリーズの一作品である。

## あらすじ
大都会の一流ホテルで上流ドッグショーが催された。ホテルには続々と高級車が乗りつけ、気品高い上流社会のお金持ちとその愛犬たちがショー会場へ向かう。そこに、高級とは無縁のみすぼらしい木製手押し車が現れる。ショーに参加するためにやってきたミッキーとプルートである。場違いなのも気にせずミッキーとプルートはショー会場へ入っていった。
華やかな会場に驚くばかりのミッキー。美容院さながらの手入れを受ける他の参加者の犬たちに負けじと、席についたミッキーもプルートの手入れを開始する。慣れない鼻のクリームやにもプルートはまんざらではない様子。そこでプルートは、隣の席にいる美しいメス犬、フィフィを発見する。プルートはフィフィに一目ぼれし、フィフィもプルートがお気に入り。2匹は楽しそうにじゃれ合う。
そんな中ミッキーとプルートの審査の番がやってくる。ところがプルートは審査員の不興を買ってしまい、さらにプルートを駄犬と罵った審査員に襲いかかり噛み付いてしまったため、ミッキー達は会場を追放してしまった。しょんぼりするミッキー達だが、犬達による曲芸がとり行われると聞きつけてミッキーはプルートをスケート犬として参加させようと企てていたが、そこで事件が起こる。犬たちの曲芸を撮ろうとしたカメラのフラッシュが舞台の飾りに燃え移り、火事になってしまったのだ。
無理矢理足にローラーをくくりつられたプルートを引きずり舞台に向かおうとしたミッキーだが、入口から参加者たちが次々と逃げ出してきた。何事かとミッキーがホテルを見上げると、もうもうと黒い煙が上がってきていた。そこになにやら犬の鳴き声が聞こえてくる。先ほどプルートとじゃれていたフィフィが舞台に取り残されていたのだ。プルートは彼女を助けるため勇気を出し、ミッキーの制止を振り切って火が燃え盛る建物の中へ突撃する。足に付けられていたローラーを生かし、梁を渡って決死の救助劇を演じたプルートは無事フィフィを助けることに成功した。
見事フィフィを助け出したプルートのもとにショー参加者たちが駆け寄ってくる。先ほどプルートを罵った審査員もプルートのことを認め、プルートの首にナンバーワンヒーローを称える大きなメダルが掲げられた。しかし、プルートにとってはこんなでかくて重いメダルよりもフィフィが無事だったことの方が嬉しく、プルートとフィフィはメダルの裏でそっと寄り合い、こっそりキスをするのだった。

## スタッフ
- 製作総指揮：ウォルト・ディズニー
- 製作：ジョン・サザーランド
- 音楽：オリバー・ウォレス
- 作画監督：フレッド・ムーア
- 原画：アル・ユースター、ジョン・ラウンズベリー、シェイマス・カルヘイン
- 助監督：マイク・ホロボッフ
- 監督：ビル・ロバーツ

## 登場キャラクター
| キャラクター   | 原語版               | 吹き替え版   |
| -------------- | -------------------- | ------------ |
| ミッキーマウス | ウォルト・ディズニー | 青柳隆志     |
| プルート       | ピント・コルヴィッグ | 原語音声流用 |
| フィフィ       | ?                    | 原語音声流用 |
| 審査員         | ?                    | 藤本譲       |
| アナウンサー   | ?                    | 梅津秀行     |

## 映像ソフト化
- 『ミッキー&オールスターズ ファンタジーセレクション』（VHS、ブエナ・ビスタ・ホーム・エンターテイメント）
- 『ミッキーとミニーはなかよし』（DVD、ブエナ・ビスタ・ホーム・エンターテイメント）
- 『ミッキーマウス／カラー・エピソード Vol.2 限定保存版』（DVD、ブエナ・ビスタ・ホーム・エンターテイメント）